# Літосферна плита

Основні літосферні плити

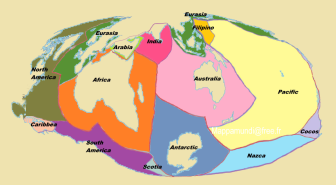
Тектонічні плити Землі

Тектоніка літосферних плит

Літосфе́рні пли́ти — великі жорсткі блоки літосфери Землі, відокремлені один від одного тектонічними розривами (швами) по осьових лініях сейсмічних поясів Землі. Згідно з уявленнями нової глобальної тектоніки літосферні плити перебувають у постійному русі, пересуваючись по шару астеносфери від зон розтягу (серединно-океанічні хребти) до зон стиску (зони Беньофа, зони всмоктування). Тут літосферні плити стикаються між собою, насуваються або підсуваються одна під одну. Крім того, вони можуть зміщуватися одна відносно одної вздовж глибинних розломів.
Літосферні плити складаються як з материкової, так і з океанічної кори. Винятком є Тихоокеанська плита, яка складається тільки з океанічної кори. А їх конвергенція — це зсування плит (в основному зсуваються океанічні).
Плити являють собою жорсткі пласкі утворення, які рухаються одна відносно одної на одному з трьох типів меж:
- на збіжних кордонах дві пластини зближуються;
- на розбіжних межах дві плити розсовуються;
- на межі трансформного розлому, дві плити ковзають одна повз іншу у бокових напрямках.

Уздовж меж цих плит, можуть відбуватися землетруси, вулканічна активність, гороутворення та виникнення океанічних западин. Тектонічні плити розташовані на верхівці астеносфери, твердої, але менш в’язкої частини верхньої мантії, яка може текти та рухатися разом із плитами.
Коли тектонічні плити мимовільно рухаються, океанічна кора підсовується під передні краї плит на збіжних кордонах. Водночас підняття речовини мантії на розбіжних кордонах, створює серединно-океанічні хребти. Поєднання цих процесів повертає океанічну кору назад у мантію. Через таке перероблення, більшість океанічного дна має вік менш як 100 млн років. Найдавніша океанічна кора розташована в західній частині Тихого океану, її вік оцінюється у 200 млн років. Для порівняння, найдавніша датована континентальна кора становить 4030 млн років, хоча циркони були знайдені як уламки в еоархейських осадових породах, котрі дають вік до 4400 млн років, і це вказує на те, що тоді існувала принаймні частина континентальної кори.
Сім основних плит: це Тихоокеанська, Північноамериканська, Євразійська, Африканська, Антарктична, Індо-Австралійська та Південноамериканська. Інші відомі плити охоплюють Аравійську плиту, Карибську плиту, плиту Наска біля західного узбережжя Південної Америки та плиту Скоша в південній частині Атлантичного океану. Австралійська плита злилася з Індійською між 50 і 55 млн років тому. Плити, що рухаються найшвидше, є океанічними: плита Кокос просувається зі швидкістю 75 мм/рік, а Тихоокеанська — 52...69 мм/рік. На іншому полюсі, найповільніша рухома плита — це Південноамериканська плита, яка просувається з типовою швидкістю 10,6 мм/рік.
GPS використовують для спостереження за рухом літосферних плит і їхньою субдукцією.

## Сучасні тектонічні (літосферні) плити
- Амурська плита
- Анатолійська плита
- Антарктична плита
- Аравійська плита
- Африканська плита
- Євразійська плита
- Індо-Австралійська плита
- Індостанська плита
- Карибська плита
- Каролінська плита
- Охотська плита
- Південноамериканська плита
- Північноамериканська плита
- Плита Кокос
- Плита Наска
- Плита Скотія
- Російська плита
- Сундська плита
- Тихоокеанська плита
- Філіппінська плита

## Сучасні тектонічні (літосферні) мікроплити
| - Адріатична плита - Бірманська плита - Галапагоська мікроплита - Мікроплита острова Пасхи - Плита Горда | - Плита Дослідника - Плита Рівера - Плита Шарко - Хуан-де-Фука |

## Давні тектонічні (літосферні) плити
| - Балтійська плита - Кімерійська плита - Плита Беллінсгаузена | - Обмежена плита - Плита Кула - Плита Фараллон |

## Опис найбільших плит
Тихоокеанська плита — найбільша за площею, що цілком складається з океанічної кори і займає більшість дна від осі Східно-Тихоокеанського підняття до системи глибоководних жолобів на півночі і заході Тихого океану.
Плита Наска — аналогічна за складом до Тихоокеанської і займає дно Тихого океану на схід від осі Східно-Тихоокеанського підняття до осі Перуансько-Чилійського жолоба.
Північноамериканська плита — з півдня обмежена трансформними розломами Кайман і Баракуда. Її східна межа проходить по осі Серединно-Атлантичного хребта, а північна — по його характерному продовженню — хребту Геккеля.
Південноамериканська плита — межує з Північно-Американською по розлому Баракуда. Зі сходу вона обмежується зоною Серединно-Атлантичного хребта, а на півдні — жолобом вздовж Сандвічевих островів. Далі на захід границя плити проходить по трансформному розлому аж до Магелланової протоки. Її західну границю традиційно проводять по Перуансько-Чилійському жолобу.
Африканська плита, окрім континентальної, включає в себе океанічну кору Атлантичного, Індійського, Північного Льодовитого океанів. Переважна більшість границь цієї плити припадає на рифтові тріщини та трансформні розломи Південно-Атлантичного, Африкано-Антарктичного, Західно-Індійського й Аравійсько-Індійського підводних хребтів, а також Аденської затоки і Червоного моря. По Азоро-Гібралтарському трансформному розлому Африканська плита межує з Євразійською.
Євразійська плита у своєму складі має суттєву частку континентальної кори. З півночі і заходу по рифтовій осі середньо-океанічних хребтів Геккеля, Леона та Північно-Атлантичного вона межує з Північно-Американською плитою. Східна межа Євразійської плити проходить по горах Паміру, Тянь-Шаню, Алтаю, Саян, а далі на схід — по Становому і Алданському хребтах. На заході її границя чітко проявляється по гірських областях Піренеїв, Альп, Карпат, Кавказу і Копетдагу.
Індійська плита, або Індо-Австралійська, плита включає в себе як материкову літосферу Індостану й Австралії, так і океанічну — північно-східної частини Індійського океану.
Антарктична плита оточена трансформними розломами, що визначають її границі.
До крупних плит також відносять Аравійську (що майже повністю складається з материкової літосфери), а також плиту Кокос (що повністю складається з океанічної кори). Майже усі малі плити входять до планетарних поясів стиснення літосфери, які визначаються планетарними гірськими системами.